# طائرة قارب

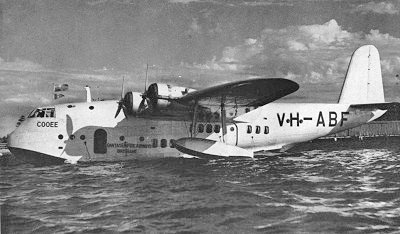
قارب طائر من فئة "سي" أو "إمباير"

الطائرة المائية أو القارب الطائر هو طائرة ذات أجنحة ثابتة بهيكل يسمح لها بالطفو على ماء. وهي تختلف عن الطائرات العائمة فجسمها مصمم خصيصاً بحيث يسمح لها بالطفو. يمكن لهذا النوع من الطائرات أن يتوازن بفضل وجود أجنحة سفلية أو بأجنحة متحركة تخرج من الهيكل. كانت من أكبر الطائرات في النصف الأول من القرن العشرين الميلادي، حيث لم تكبرها حجماً سوى قاذفات القنابل والتي طُورت خلال فترة الحرب العالمية الثانية. من أبرز إيجابيات هذا النوع من الطائرات هو قدرتها على الإقلاع مباشرة من المياه دون الحاجة لمدرج أرضي ما جعلها الخيار الأمثل لخطوط الطيران الدولية خلال فترة ما بين الحربين العالميتين الأولى والثانية. كما استخدمت كذلك لتزويد السفن بالوقود أثناء إبحارها ولعمليات الإنقاذ.
بعد الحرب العالمية الثانية، تقلص استخدامهم تدريجياً، وكانت الاستثمارات في المطارات بعد الحرب إحدى الأسباب المؤدية لذلك. في القرن الحادي والعشرين الميلادي، لم تعد لتلك القوارب أو الطائرات سوي استخدامات قليلة وفي ظروف معينة كسكب المياه على حرائق الغابات، التنقل ما بين الجزر في الأرخبيلات والوصول للمدن النائية حيث لا توجد شوارع. ولكن العديد من الطائرات المشابهة تستخدم اليوم في العديد من المجالات.

## القوارب الطائرة اليوم
كان شكل طائرة «شورت إمباير» المصنوعة عام 1930 للميلاد مشابهاً إلى حد كبير للطائرات الجديدة التي ظهرت لاحقاً خلال القرن العشرين. اليوم، أستُبدِلت القوارب الطائرة بالطائرات البحرية المزودة بأدوات تسمح لها بالعوم وبالطائرات البرمائية المزودة بعجلات.